# 上中町 (阿南市)
上中町（かみなかちょう）は、徳島県阿南市の町名。2014年3月31日現在の人口は1,969人、世帯数は734世帯。郵便番号は〒774-0044。

## 地理
阿南市の北部、那賀川の右岸に位置する。西は下大野町、東は柳島町、南は長生町と接する。南島・中原・岡の3地域から形成される。岡には日亜化学工業本社がある。

### 河川
- 那賀川

### 小字
- 岡
- 中原
- 南島

## 歴史
南島村・中原村・岡村ともに、江戸期から町村制の施行された明治22年にかけては那西郡および那賀郡の村であった。寛文4年より那賀郡に属す。
3大字は明治22年に同郡中野島村の大字となった。昭和29年より富岡町の大字となる。昭和33年に阿南市が誕生し、3大字は統合されて現在の町名となる。

## 施設
- 阿南市立中野島小学校
- 日亜化学工業
- 宝蔵院 - 阿波秩父観音霊場

## 交通

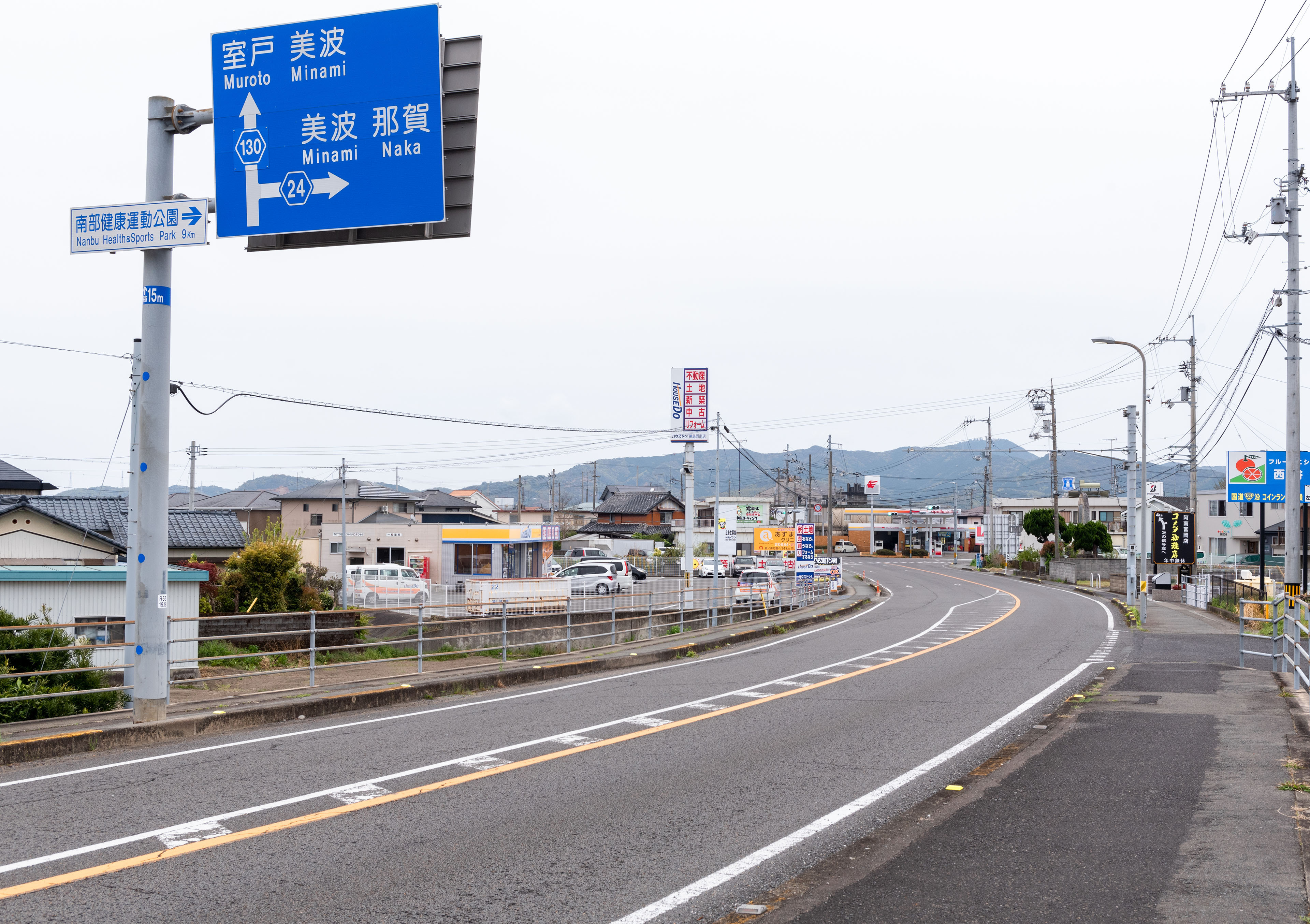
県道24号羽ノ浦福井線
上中町南島

### 道路
都道府県道
- 徳島県道22号阿南勝浦線
- 徳島県道24号羽ノ浦福井線
- 徳島県道130号大林津乃峰線
- 徳島県道191号富岡港南島線
- 徳島県道282号大井南島線

### 路線バス
徳島バス
- 岡
- 中原
- 南島